# Dendronephthya mexicana
Dendronephthya mexicana is een zachte koraalsoort uit de familie Nephtheidae. De koraalsoort komt uit het geslacht Dendronephthya. Dendronephthya mexicana werd in 1905 voor het eerst wetenschappelijk beschreven door Kükenthal. 